# Erik Cole
Erik Thomas Cole (Oswego, 6 novembre 1978) è un ex hockeista su ghiaccio statunitense.

## Carriera
Nel corso della sua carriera ha indossato, tra le altre, le maglie di Cincinnati Cyclones (1999-2001), Carolina Hurricanes (2001-2004, 2005-2008, 2009-2011), Eisbären Berlin (2004/05), Edmonton Oilers (2008/09), Montreal Canadiens (2011-2013), Dallas Stars (2012-2015) e Detroit Red Wings (2014/15).
Con la nazionale statunitense ha preso parte ai Giochi olimpici invernali 2006 e a due edizioni dei campionati mondiali (2005 e 2007).